# Sliema Wanderers w europejskich pucharach
Występy w europejskich pucharach maltańskiego klubu piłkarskiego Sliema Wanderers.
Legenda do wszystkich tabel:
- Q – runda eliminacyjna, 1/16, 1/8, 1/4, 1/2 – odpowiednia faza rozgrywek, Grupa – runda grupowa, 1r gr – pierwsza runda grupowa, 2r gr – druga runda grupowa, F – finał, R – runda, PO – play-off
- k. – rzuty karne, los. – losowanie, Dogr. – dogrywka, w. – zasada bramek strzelonych na wyjeździe

## Wykaz spotkań pucharowych

### Puchar Zdobywców Pucharów
| Sezon   | Runda | Klub             | Dom | Wyjazd | Ogólnie |
| ------- | ----- | ---------------- | --- | ------ | ------- |
| 1963/64 | Q     | Borough United   | 0–0 | 0–2    | 0–2     |
| 1968/69 | 1R    | US Rumelange     | 1–0 | 1–2    | 2–2, w. |
| 1968/69 | 2R    | Randers Freja    | 0–2 | 0–6    | 0–8     |
| 1969/70 | 1R    | IFK Norrköping   | 1–0 | 1–5    | 2–5     |
| 1974/75 | 1R    | Lahti            | 2–0 | 1–4    | 3–4     |
| 1979/80 | 1R    | Boavista FC      | 2–1 | 0–8    | 2–9     |
| 1982/83 | 1R    | Swansea City     | 0–5 | 0–12   | 0–17    |
| 1987/88 | 1R    | Vllaznia Szkodra | 0–4 | 0–2    | 0–6     |
| 1990/91 | 1R    | Dukla Praga      | 1–2 | 0–2    | 1–4     |
| 1993/94 | Q     | Degerfors        | 1–3 | 0–3    | 1–6     |

### PMT/Puchar UEFA/Liga Europy
| Sezon     | Runda | Klub                | Dom | Wyjazd | Ogólnie |
| --------- | ----- | ------------------- | --- | ------ | ------- |
| 1970/71   | 1R    | Akademisk BK        | 2–3 | 0–7    | 2–10    |
| 1973/74   | 1R    | Łokomotiw Płowdiw   | 0–2 | 0–1    | 0–3     |
| 1975/76   | 1R    | Sporting CP         | 1–2 | 1–3    | 2–5     |
| 1977/78   | 1R    | Eintracht Frankfurt | 0–0 | 0–5    | 0–5     |
| 1980/81   | 1R    | FC Barcelona        | 0–2 | 0–1    | 0–3     |
| 1981/82   | 1R    | Aris FC             | 2–4 | 0–4    | 2–8     |
| 1988/89   | 1R    | Victoria Bukareszt  | 0–2 | 1–6    | 1–8     |
| 1995/96   | Q     | Omonia Nikozja      | 1–2 | 0–3    | 1–5     |
| 1996/97   | 1Q    | SK Zestaponi        | 1–3 | 3–0    | 4–3     |
| 1996/97   | 2Q    | Odense BK           | 0–2 | 1–7    | 1–9     |
| 1999/2000 | 1Q    | FC Zürich           | 0–3 | 0–1    | 0–4     |
| 2000/01   | 1Q    | FK Partizan         | 2–1 | 1–4    | 3–5     |
| 2001/02   | 1Q    | FK Púchov           | 2–1 | 0–3    | 2–4     |
| 2002/03   | 1Q    | Polonia Warszawa    | 1–3 | 0–2    | 1–5     |
| 2006/07   | 1Q    | Rapid Bukareszt     | 0–1 | 0–5    | 0–6     |
| 2007/08   | 1Q    | Liteks Łowecz       | 0–3 | 0–4    | 0–7     |
| 2009/10   | 2Q    | Maccabi Netanja     | 0–0 | 0–3    | 0–3     |
| 2010/11   | 1Q    | HNK Šibenik         | 0–3 | 0–0    | 0–3     |
| 2013/14   | 1Q    | Xəzər Lenkoran      | 1–1 | 0–1    | 1–2     |
| 2014/15   | 1Q    | Ferencváros         | 1–1 | 1–2    | 2–3     |

### PEMK/Liga Mistrzów
| Sezon   | Runda | Klub             | Dom | Wyjazd | Ogólnie |
| ------- | ----- | ---------------- | --- | ------ | ------- |
| 1964/65 | Q     | Dinamo Bukareszt | 0–2 | 0–5    | 0–7     |
| 1965/66 | Q     | Panathinaikos AO | 1–0 | 1–4    | 2–4     |
| 1966/67 | Q     | CSKA Sofia       | 1–2 | 0–4    | 1–6     |
| 1971/72 | 1R    | Akraness         | 0–0 | 4–0    | 4–0     |
| 1971/72 | 2R    | Celtic F.C.      | 1–2 | 0–5    | 1–7     |
| 1972/73 | 1R    | Górnik Zabrze    | 0–5 | 0–5    | 0–10    |
| 1976/77 | 1R    | TPS Turku        | 2–1 | 0–1    | 2–2, w. |
| 1989/90 | 1R    | KF Tirana        | 1–0 | 0–5    | 1–5     |
| 2003/04 | 1Q    | Skonto Ryga      | 2–0 | 1–3    | 3–3, w. |
| 2003/04 | 2Q    | FC København     | 0–6 | 1–4    | 1–10    |
| 2004/05 | 1Q    | FBK Kaunas       | 0–2 | 1–4    | 1–6     |
| 2005/06 | 1Q    | Sheriff Tyraspol | 1–4 | 0–2    | 1–6     |

### Puchar Intertoto
| Sezon | Runda | Klub     | Dom | Wyjazd | Ogólnie |
| ----- | ----- | -------- | --- | ------ | ------- |
| 1998  | 1R    | Diósgyőr | 2–3 | 0–2    | 2–5     |

### Liga Konferencji
| Sezon   | Runda | Klub        | Dom | Wyjazd | Ogólnie |
| ------- | ----- | ----------- | --- | ------ | ------- |
| 2024/25 | 2Q    | Noah Erywań | 0–0 | 0–7    | 0–7     |